# BMW 303
BMW 303 – samochód osobowy klasy średniej produkowany w latach 1933–1934 przez Bayerische Motoren-Werke AG. Samochód ten jest pierwszym samochodem seryjnym zaprojektowanym przez BMW, w którym zastosowano sześciocylindrowy silnik rzędowy. Łączna produkcja tego samochodu osiągnęła nakład 2300 egzemplarzy.

## Historia Modelu

### Jakość zamiast produkcji masowej

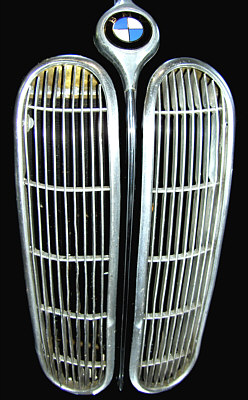
Atrapa obudowy chłodnicy w kształcie „podwójnej nerki”

W kwietniu 1932 BMW rozpoczął sprzedaż pierwszego, opracowanego pod własną egidą samochodu małolitrażowego BMW 3/20 PS AM1 (niem. Ausführung München pol. edycja monachijska). Prezentując go dyrekcja BMW zdawała sobie sprawę, że samochód ten, przeciętnie droższy o 350 marek od porównywalnych modeli na rynku niemieckim, na dłuższą metę nie będzie w stanie stawić czoła konkurencji Opla, czy też Hanomag. Aby skutecznie rywalizować w segmencie samochodów małolitrażowych należało przestawić linie montażowe na produkcję masową. Jednak na inwestycje tego rzędu brakowało środków finansowych. W podobnej sytuacji znalazł się również inny niemiecki producent samochodów osobowych, firma Daimler-Benz. I tak obydwa koncerny podpisały porozumienie o wzajemnej współpracy, którego głównym założeniem był rozwój i produkcja ekskluzywnych, lepszych jakościowo pojazdów, według motta jakość zamiast produkcji masowej. Na mocy tej umowy BMW nadal zlecał produkcję karoserii zakładowi Daimler-Benz w Sindelfingen, natomiast koncern Daimlera przejął wspólną dystrybucję poprzez bardziej rozległą sieć swoich salonów samochodowych.
Nowy model miał zadebiutować pod nazwą BMW 303 i był dla marki BMW pierwszym samochodem osobowym klasy średniej. Wówczas standardowym wyposażeniem samochodów tej klasy były silniki sześciocylindrowe. Jednak koncernowi BMW brakowało takiej jednostki napędowej, więc prezes zarządu Franz Josef Popp zlecił swoim konstruktorom opracowanie nowego silnika. Sprawą zajął się główny konstruktor BMW w Monachium, Max Friz. Jego projekt bazował na lekkim aluminiowym bloku silnika. Równocześnie w Eisenach, niezależnie od Friza, konstruktor Duckstein opracował prostszy i tańszy silnik sześciocylindrowy o żeliwnym bloku silnika i wale korbowym osadzonym na trzech łożyskach ślizgowych. Oba projekty nie zachwyciły Franza Josefa Poppa. Konstrukcja Friza była nowatorska, jednak zbyt droga w produkcji seryjnej. Silnik Ducksteina był znacznie prostszy i tańszy, jednak jakością nie odpowiadał nowym założeniom firmy. Testy stacjonarne tychże prototypów nadzorował inżynier Rudolf Schleicher, który w pełni podzielał zdanie Poppa na temat tych dwóch projektów. Zapytany jaki koncept by wybrał, odpowiedział „postawiłbym na koncept amerykańskich silników sześciocylindrowych wyposażonych w układ dwóch gaźników”. Popp zaakceptował ten pomysł zlecając mu prace badawcze nad nowym silnikiem. Rudolf Schleicher przejął główne założenia konstrukcyjne z zastosowanego w modelu BMW 3/20 rzędowego silnika czterocylindrowego z układem górnozaworowym. Przejęte zostały też główne parametry tego silnika, czyli średnica cylindra (56 mm) i wysokość skoku tłoka (80 mm). Blok silnika został przedłużony o dwa dodatkowe cylindry, a wał korbowy osadzono na czterech łożyskach ślizgowych i zastosowano dwa gaźniki solex. W ten sposób nowy silnik uzyskał pojemność skokową rzędu 1182 cm³ oraz moc 30 KM przy 3500 obr./min. Osiągi tej jednostki napędowej znacznie przewyższały standardy znane z innych ówczesnych silników. Jedną z przyczyn tak dobrych wyników było zastosowanie układu dwóch gaźników, które efektywniej dostarczały mieszankę powietrzno-paliwową do komór spalania.

### Narodziny ikony
W swojej historii BMW jeszcze nigdy nie skonstruował samodzielnie karoserii samochodu seryjnego, głównym powodem był brak odpowiednio wykształconych oraz doświadczonych inżynierów. Jedynym pracownikiem, który posiadał podstawową wiedzę w tej dziedzinie, był Rudolf Schleicher. Był on jednak tak pochłonięty pracą nad projektem nowej jednostki napędowej, że przyjęcie dodatkowych obowiązków było dla niego niemożliwe. Prezes zarządu Franz Josef Popp zmuszony był znaleźć odpowiedniego konstruktora. Za namową Schleichera nawiązał on kontakt z Fritzem Friedlerem, którego Schleicher znał jeszcze ze swoich czasów w firmie Horch i przekonał go do zmienienia pracodawcy. Friedler po przybyciu do Monachium przejął kierownictwo nad rozwojem nowej karoserii. Jego projekt bazował na lekkiej, ale niezmiernie wytrzymałej ramie nośnej wykonanej z podwójnych rur. Jeżeli zaś chodzi o stylizację, to zabrał się do niej od strony czysto praktycznej. Dzięki najnowszym badaniom aerodynamicznym wiedział, że chłodnica, ustawiona pionowo do kierunku jazdy, stawia powietrzu duży opór. Z tego powodu, na wzór modeli Renaulta, chłodnicę nowej limuzyny BMW 303 nieznacznie pochylono. Aby zapewnić optymalny dopływ powietrza, jej korpus podzielono na dwie części zbiegające się w niewielki szpic. Układ ten przyczynił się niechcący przy kształtowaniu wizerunku BMW. Atrapa obudowy chłodnicy przejęła jej lekko pochyloną sylwetkę, przedzieloną na środku. Aby nadać tej konstrukcji trochę elegancji Friedler zaokrąglił rogi wlotów powietrza, kreując w ten sposób formę nazwaną później „podwójną nerką”. Jest to najcharakterystyczniejszy i najbardziej rozpoznawalny element stylistyczny marki BMW. Atrapa chłodnicy w kształcie „podwójnych nerek” zdobi wszystkie samochody BMW, aż do dziś.
Ponieważ karoseria BMW 303 miała być produkowana w zakładach Daimler-Benz w Sindelfingen, postawiono na znany koncept karoserii drewniano-stalowej. Aby optymalnie przygotować proces produkcyjny, Popp chciał już we wczesnym stadium prac badawczych przyłączyć do projektu specjalistów ze Stuttgartu. W tym celu już w grudniu 1932 r. do centrum badawczego w Stuttgarcie-Untertürkheim przesłano prototyp ramy nośnej i plany konstrukcyjne nowego modelu.
Podczas gdy nowy sześciocylindrowy silnik został pozytywnie oceniony przez głównego konstruktora Daimlera, Hansa Nieblera, to koncepcja ramy nośnej nie znalazła jego uznania. Daimler faworyzował znaną i wypróbowaną konstrukcje z profilowanych nośników stalowych. Dopiero po wielu latach walory konstrukcji Fritza Friedlera przekonały kierownictwo Daimlera do zastosowania jej w swoich samochodach.

### Premiera i sprzedaż
Nowe BMW 303 świętowało swoją premierę podczas Międzynarodowej Wystawy Samochodowej w Berlinie w lutym 1933 r., gdzie wystawione zostały trzy wczesne prototypy tego modelu. Produkcję seryjną rozpoczęto w listopadzie tego roku, a do tego czasu specjaliści w Singelfingen udoskonalili karoserię nadając sylwetce auta bardziej sportowy charakter. Pierwsze jazdy testowe zachwyciły fachowców, którzy zgodnie chwalili nowe zawieszenie samochodu. Podobnie jak w poprzednim modelu i tutaj postawiono na układ niezależnego zawieszenia przednich kół. Nowością było zastosowanie dodatkowych drążków poprzecznych, które stabilizowały samochód na krętych odcinkach drogi. Nowy dobrze wyważony silnik spontanicznie reagował na zmiany gazu, oraz charakteryzował się cichą i spokojną pracą. BMW 303 ważył przeciętnie 200 kg mniej niż konkurencyjne modele tej klasy, co przyczyniło się do tego, że pomimo niewielkiej pojemności skokowej silnika, samochód miał dobre przyspieszenie i spokojnie osiągał prędkość 100 km/h.
Sprzedaż samochodu w pierwszych miesiącach 1934 r. znacznie przekroczyła oczekiwania dyrekcji, lecz już niedługo dobra passa się skończyła. Główną przyczyną spadku zainteresowania było to, że dotychczas BMW oferował przystępne cenowo samochody małolitrażowe, a nowy model przeznaczony był do nabywców samochodów klasy średniej. Cena nowego BMW 303 z nadwoziem sedan wynosiła 3600 marek, przez co model ten był o 950 marek droższy niż swój poprzednik. Dlatego tylko niewielka liczba dotychczasowych klientów BMW była w stanie pozwolić sobie na zakup nowego, droższego samochodu. Pozyskanie zaś nowych nabywców wymagało czasu. Drugim powodem był najmniejszy na świecie 6-cylindrowy silnik o pojemności skokowej zaledwie 1,2 litra, który pomimo swoich zalet utrudniał pozycjonowanie tego auta w klasie wyższej. To wszystko przyczyniło się do tego, że samochód ten produkowano zaledwie przez jeden rok i sprzedano go w łącznym nakładzie 2300 egzemplarzy. Aby nie utracić swoich dotychczasowych klientów BMW opracowało tańszą małolitrażową wersje tego samochodu z silnikiem 4-cylindrowym, który sprzedawany był pod nazwą BMW 309.

## Produkcja
- BMW 303 Limousine – 1653 szt.
- BMW 303 Cabriolet 4-miejscowy – 542 szt.
- BMW 303 Cabriolet 2-miejscowy – 27 szt.
- BMW 303 Tourenwagen – 2 szt.

## Dane Techniczne
| | BMW 303 sedan 1933–1934                                                                                         | BMW 303 kabriolet 1933–1934                                                                                     |
| --- | --- | --- |
| Układ napędowy | | |
| Liczba cylindrów średnica cylindra / skok tłoka pojemność skokowa moc stopień sprężania skrzynia biegów przełożenie bieg I przełożenie bieg II przełożenie bieg III przełożenie bieg IV przełożenie bieg wsteczny | 6 56 / 80 mm 1182 cm³ 30 KM przy 3500 obr./min 1:5,6 ręczna / 4 biegi 1 : 4,40 1 : 2,54 1 : 1,65 1 : 1 1 : 3,48 | 6 56 / 80 mm 1182 cm³ 30 KM przy 3500 obr./min 1:5,6 ręczna / 4 biegi 1 : 4,40 1 : 2,54 1 : 1,65 1 : 1 1 : 3,48 |
| Dane techniczne: wymiary | | |
| rozstaw osi rozstaw kół Długość Szerokość Wysokość masa własna | 2400 mm 1153 mm przód / 1220 mm tył 3900 mm 1440 mm 1550 mm 820 kg                                              | 2400 mm 1153 mm przód / 1220 mm tył 3900 mm 1440 mm 1550 mm 820 kg                                              |
| Dane techniczne: osiągi / ogólne | | |
| prędkość maksymalna zużycie paliwa pojemność baku ciężar maksymalny liczba egzemplarzy | 90 km/h 9–10 l/100 km 35 litrów 1270 kg 1653 szt.                                                               | 90 km/h 9–10 l/100 km 35 litrów 1270 kg 571 szt.                                                                |